# Vejano

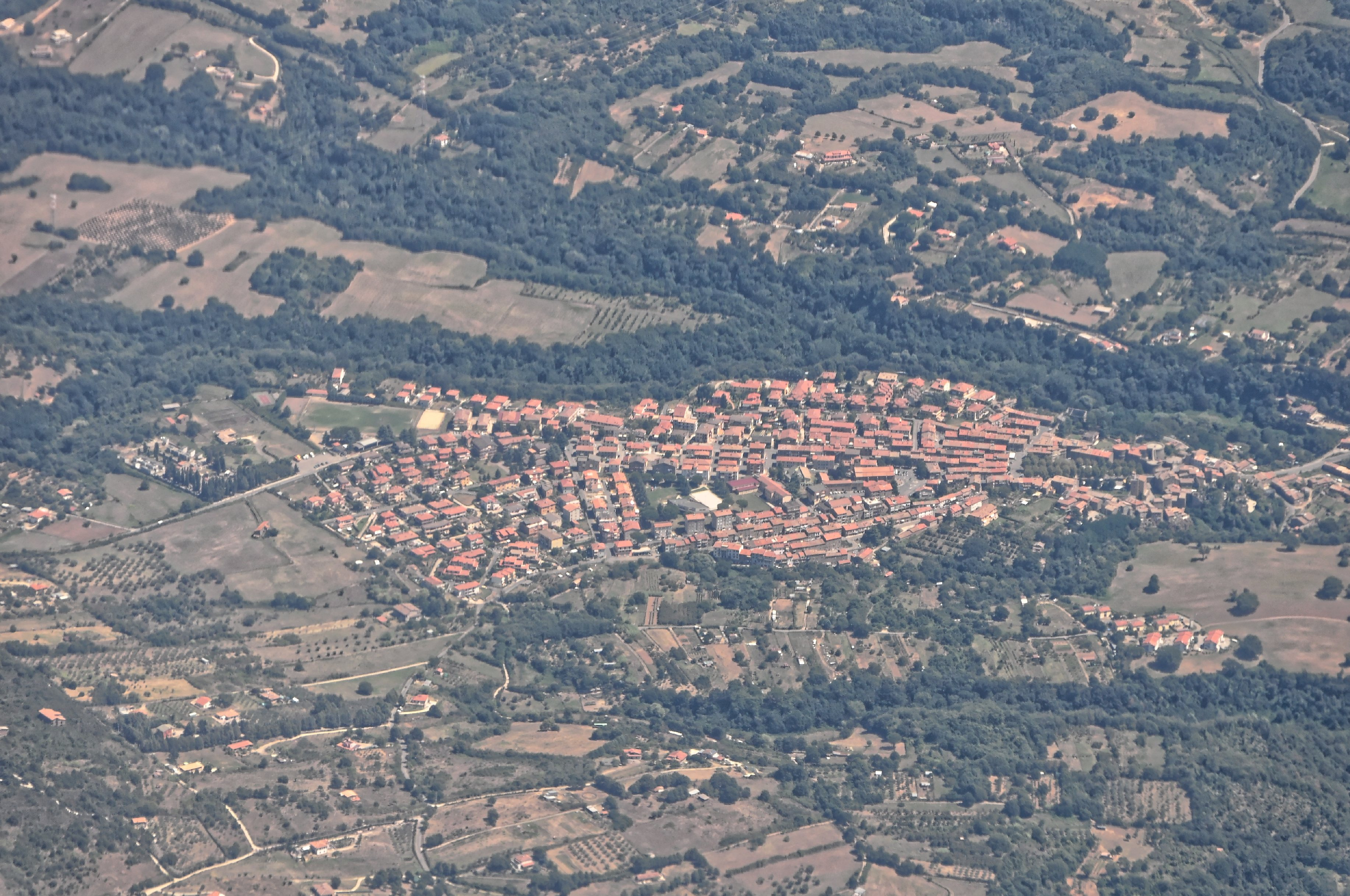
Vejano von oben

Vejano (auch Veiano, in älteren Dokumenten Viano) ist eine italienische Gemeinde mit 2142 Einwohnern (Stand 31. Dezember 2023) in der Provinz Viterbo in der Region Latium.
|  |

## Geographie
Vejano liegt 59 km nordwestlich von Rom und 29 km südlich von Viterbo. Es gehört zu den Monti Sabatini zwischen dem Braccianosee und dem Vicosee. Das Gemeindegebiet wird vom Fluss Mignone durchzogen.

### Verkehr
Vejano wird durch die Via Braccianese Claudia erschlossen.
Der nächste Bahnhof Vico Matrino liegt an der Regionalbahnstrecke FR3 Rom-Viterbo.
Bei Vejano gibt es einen kleinen Flugplatz (Aviosuperficie Alituscia) für die Allgemeine Luftfahrt.

## Bevölkerungsentwicklung
| Jahr      | 1881 | 1901 | 1921 | 1936 | 1951 | 1971 | 1991 | 2001 |
| --------- | ---- | ---- | ---- | ---- | ---- | ---- | ---- | ---- |
| Einwohner | 1184 | 1610 | 1916 | 2083 | 2066 | 1540 | 1938 | 2085 |

Quelle: ISTAT

## Politik
Alberto Rinelli (Lista Civica: Vejano) amtiert seit dem 25. Mai 2014 als Bürgermeister.

### Partnerstädte
- Gußwerk, Steiermark